# Salamandridae
Le Salamandridae (Goldfuss, 1820) sono una famiglia di anfibi urodeli con corpi umidi, le zampe corte e lunga coda.

## Distribuzione e habitat
Questa famiglia, molto ben rappresentata in Europa e Asia, è presente anche nell'America Settentrionale (Notophthalmus spp. Taricha spp.) ed in Nord Africa (Salamandra spp. e Pleurodeles spp.).
Nel Nuovo Mondo mancano forme simili alle salamandre terrestri, la cui nicchia ecologica viene qui occupata dagli urodeli della famiglia degli Ambystomatidae.
Queste sono quasi sempre acquatiche nella prima parte della loro vita, come lo sono i tritoni europei, ai quali sono sistematicamente molto vicini.
Quanto a comportamento e ad habitat, i Salamandridi nord americani non sono dissimili dai “cugini” europei, anche se accettano spesso condizioni climatiche più difficili; il loro areale si estende infatti anche alle zone più calde e aride, nelle quali però i tritoni cercano di abitare gli ambienti maggiormente dotati di umidità.

## Tassonomia
La famiglia Salamandridae comprende 128 specie raggruppate in 3 sottofamiglie e 21 generi:

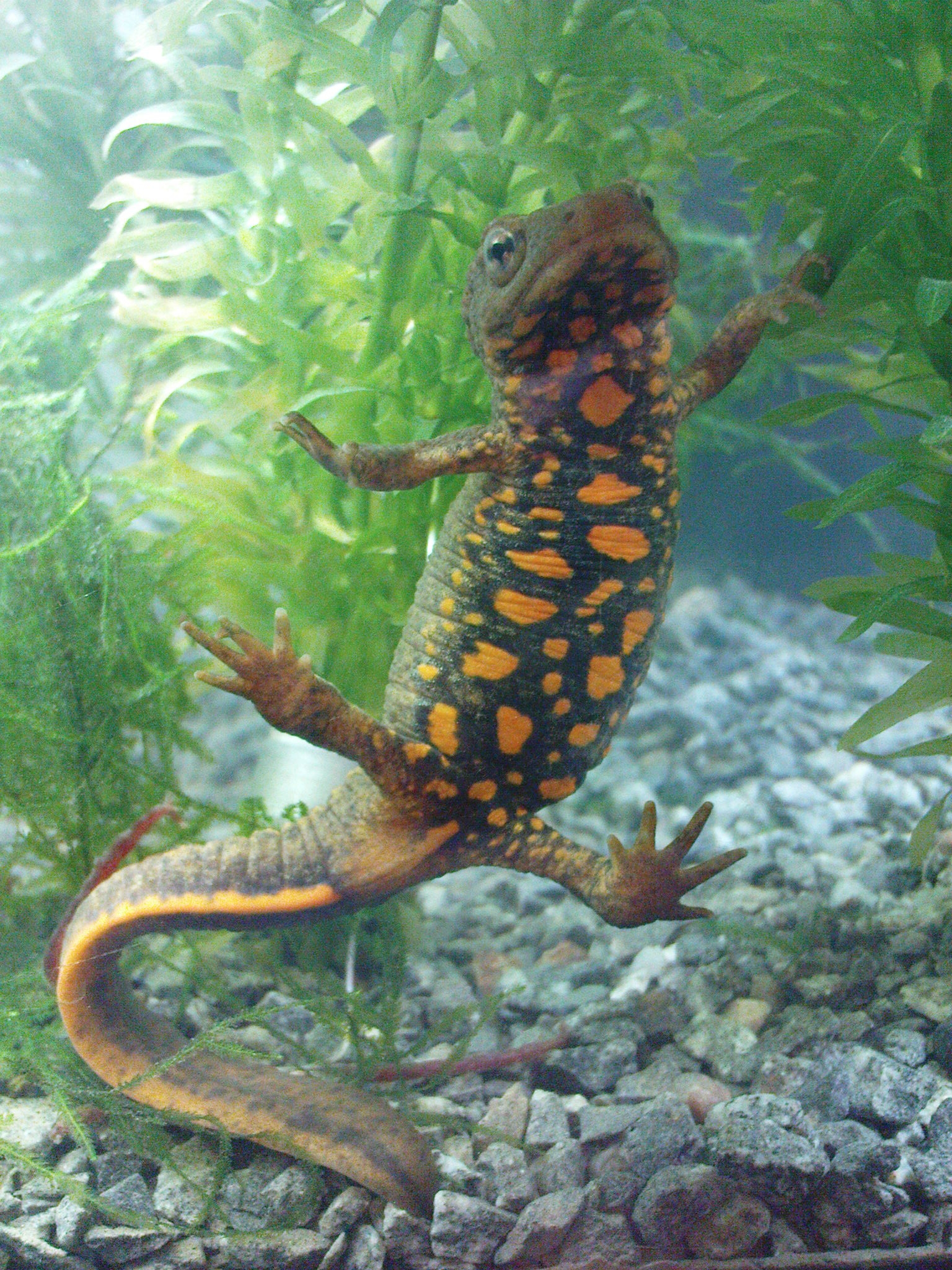
Cynops pyrrhogaster

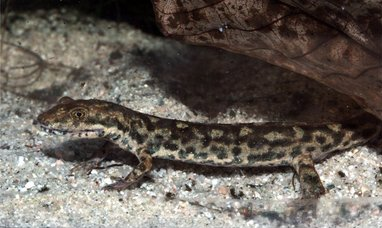
Euproctus platycephalus

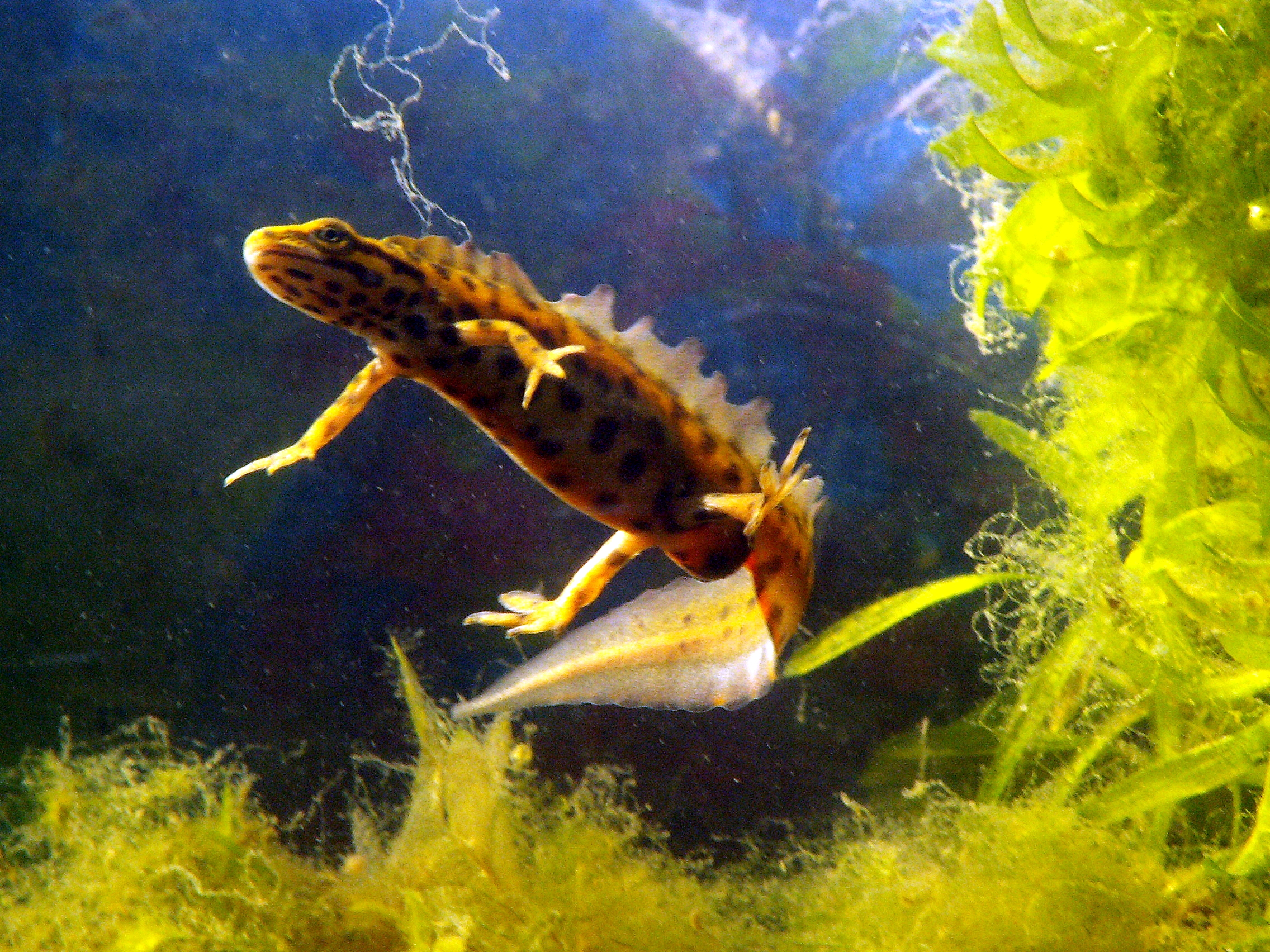
Lissotriton vulgaris

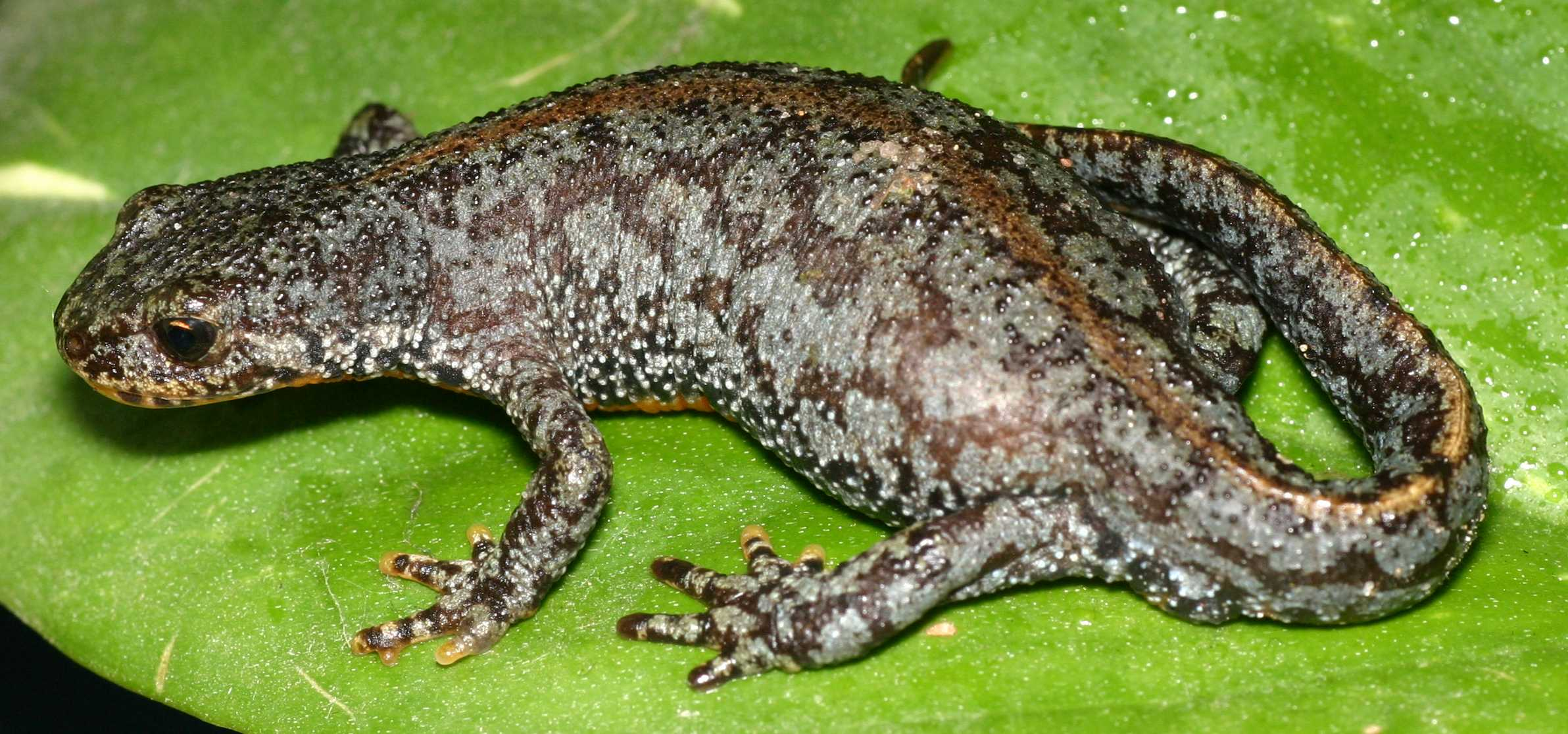
Ichthyosaura alpestris

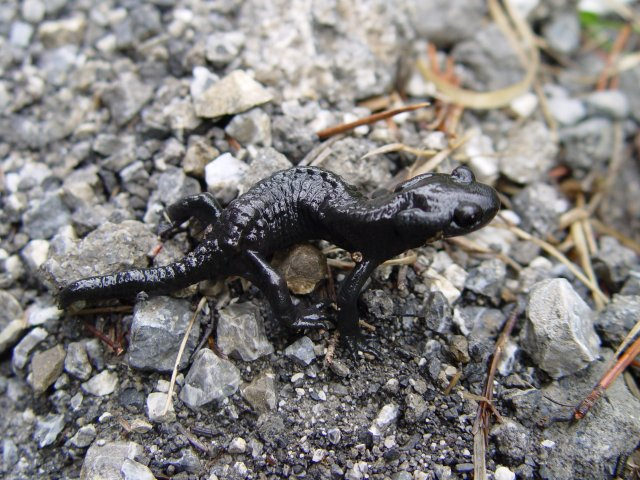
Salamandra atra

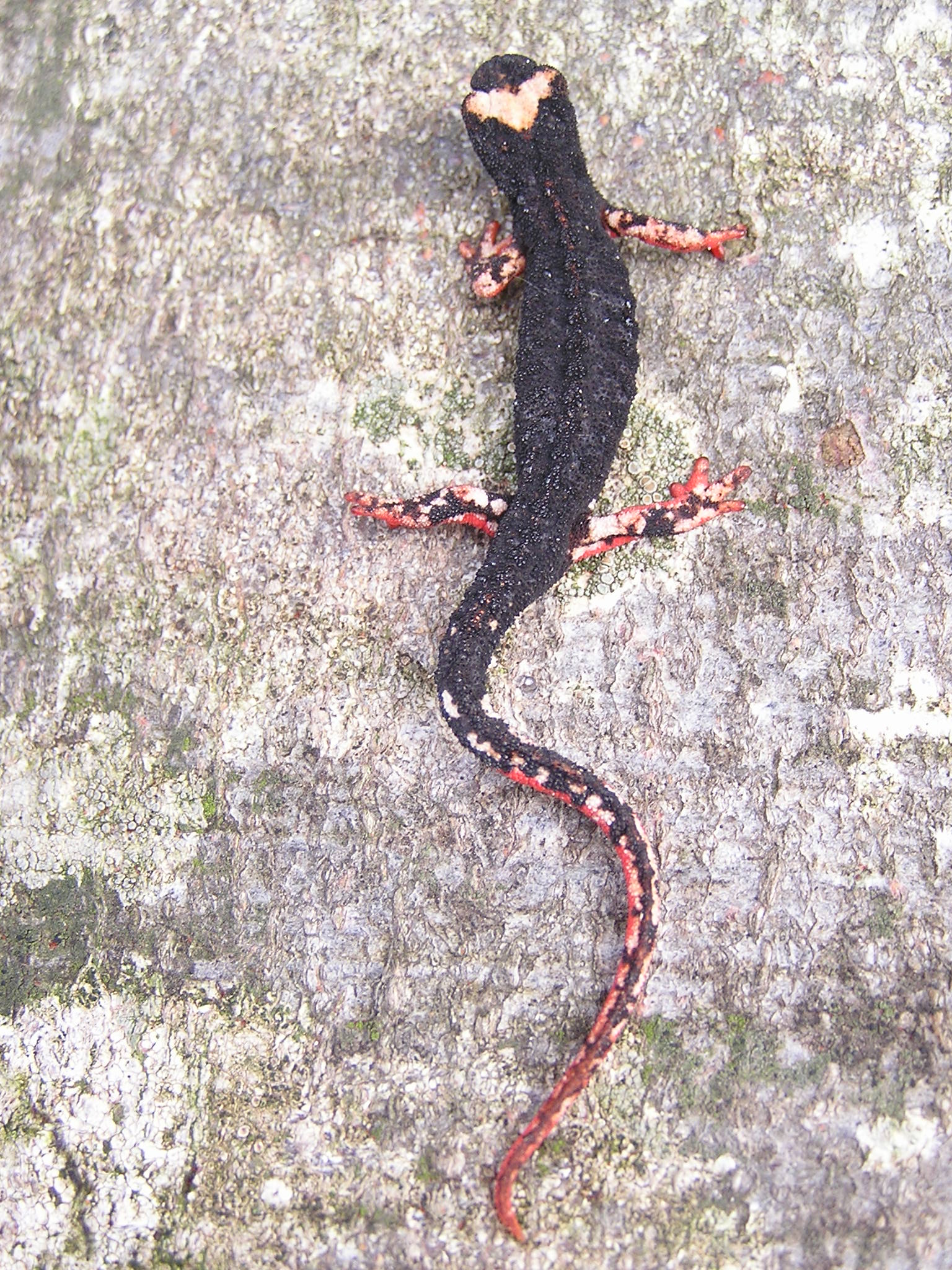
Salamandrina terdigitata

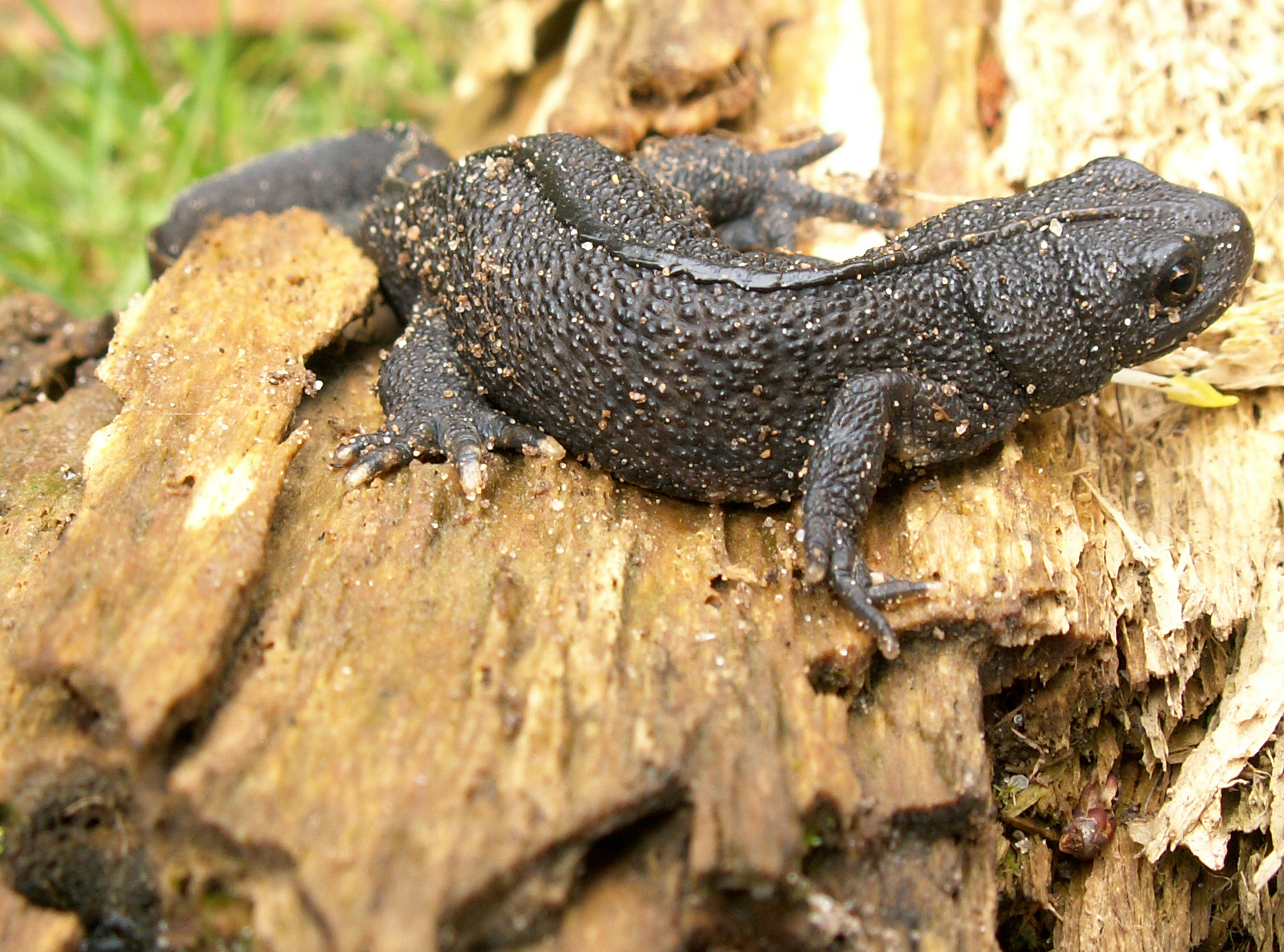
Triturus carnifex

- Sottofamiglia Pleurodelinae Tschudi, 1838 (110 specie) - Tritoni
  - Genere Calotriton Gray, 1858
    - Calotriton arnoldi Carranza and Amat, 2005
    - Calotriton asper (Dugès, 1852)

  - Genere Cynops Tschudi, 1838
    - Cynops chenggongensis Kou and Xing, 1983
    - Cynops cyanurus Liu, Hu, and Yang, 1962
    - Cynops ensicauda (Hallowell, 1861)
    - Cynops fudingensis Wu, Wang, Jiang, and Hanken, 2010
    - Cynops glaucus (Yuan, Jiang, Ding, Zhang, and Che, 2013)
    - Cynops orientalis (David, 1873)
    - Cynops orphicus Risch, 1983
    - Cynops pyrrhogaster (Boie, 1826)
    - Cynops wolterstorffi (Boulenger, 1905)

  - Genere Echinotriton Nussbaum and Brodie, 1982
    - Echinotriton andersoni (Boulenger, 1892)
    - Echinotriton chinhaiensis (Chang, 1932)
    - Echinotriton maxiquadratus Hou, Wu, Yang, Zheng, Yuan, and Li, 2014

  - Genere Euproctus Gené, 1838
    - Euproctus montanus (Savi, 1838)
    - Euproctus platycephalus (Gravenhorst, 1829)

  - Genere Ichthyosaura Sonnini de Manoncourt and Latreille, 1801
    - Ichthyosaura alpestris (Laurenti, 1768)

  - Genere Laotriton Dubois and Raffaëlli, 2009
    - Laotriton laoensis (Stuart and Papenfuss, 2002)G

  - Genere Lissotriton Bell, 1839
    - Lissotriton boscai (Lataste, 1879)
    - Lissotriton graecus (Wolterstorff, 1906)
    - Lissotriton helveticus (Razoumovsky, 1789)
    - Lissotriton italicus (Peracca, 1898)
    - Lissotriton kosswigi (Freytag, 1955)
    - Lissotriton lantzi (Wolterstorff, 1914)
    - Lissotriton maltzani (Boettger, 1879)
    - Lissotriton montandoni (Boulenger, 1880)
    - Lissotriton schmidtleri  (Raxworthy, 1988)
    - Lissotriton vulgaris (Linnaeus, 1758)

  - Genere Neurergus Cope, 1862
    - Neurergus barani Öz, 1994
    - Neurergus crocatus Cope, 1862
    - Neurergus derjugini (Nesterov, 1916)
    - Neurergus kaiseri Schmidt, 1952
    - Neurergus strauchii (Steindachner, 1887)

  - Genere Notophthalmus Rafinesque, 1820
    - Notophthalmus meridionalis (Cope, 1880)
    - Notophthalmus perstriatus (Bishop, 1941)
    - Notophthalmus viridescens (Rafinesque, 1820)

  - Genere Ommatotriton Gray, 1850
    - Ommatotriton nesterovi (Litvinchuk, Zuiderwijk, Borkin, and Rosanov, 2005)
    - Ommatotriton ophryticus (Berthold, 1846)
    - Ommatotriton vittatus (Gray, 1835)

  - Genere Pachytriton Boulenger, 1878
    - Pachytriton airobranchiatus Li, Yuan, Li, and Wu, 2018
    - Pachytriton archospotus Shen, Shen, and Mo, 2008
    - Pachytriton brevipes (Sauvage, 1876)
    - Pachytriton changi Nishikawa, Matsui, and Jiang, 2012
    - Pachytriton feii Nishikawa, Jiang, and Matsui, 2011
    - Pachytriton granulosus Chang, 1933
    - Pachytriton inexpectatus Nishikawa, Jiang, Matsui, and Mo, 2011
    - Pachytriton moi Nishikawa, Jiang, and Matsui, 2011
    - Pachytriton wuguanfui Yuan, Zhang, and Che, 2016
    - Pachytriton xanthospilos Wu, Wang, and Hanken, 2012

  - Genere Paramesotriton Chang, 1935
    - Paramesotriton aurantius Yuan, Wu, Zhou, and Che, 2016
    - Paramesotriton caudopunctatus (Liu and Hu, 1973)
    - Paramesotriton chinensis (Gray, 1859)
    - Paramesotriton deloustali (Bourret, 1934)
    - Paramesotriton fuzhongensis Wen, 1989
    - Paramesotriton guanxiensis (Huang, Tang, and Tang, 1983)
    - Paramesotriton hongkongensis (Myers and Leviton, 1962)
    - Paramesotriton labiatus (Unterstein, 1930)
    - Paramesotriton longliensis Li, Tian, Gu, and Xiong, 2008
    - Paramesotriton maolanensis Gu, Chen, Tian, Li, and Ran, 2012
    - Paramesotriton qixilingensis Yan, Zhao, Jiang, Hou, He, Murphy, and Che, 2014
    - Paramesotriton wulingensis Wang, Tian, and Gu, 2013
    - Paramesotriton yunwuensis Wu, Jiang, and Hanken, 2010
    - Paramesotriton zhijinensis Li, Tian, and Gu, 2008

  - Genere Pleurodeles Michahelles, 1830
    - Pleurodeles nebulosus (Guichenot, 1850)
    - Pleurodeles poireti (Gervais, 1835)
    - Pleurodeles waltl Michahelles, 1830

  - Genere Taricha Gray, 1850
    - Taricha granulosa (Skilton, 1849)
    - Taricha rivularis (Twitty, 1935)
    - Taricha sierrae (Twitty, 1942)
    - Taricha torosa (Rathke, 1833)

  - Genere Triturus Rafinesque, 1815
    - Triturus anatolicus Wielstra and Arntzen, 2016
    - Triturus carnifex (Laurenti, 1768)
    - Triturus cristatus (Laurenti, 1768)
    - Triturus dobrogicus (Kiritzescu, 1903)
    - Triturus ivanbureschi Arntzen and Wielstra in Wielstra, Litvinchuk, Naumov, Tzankov, and Arntzen, 2013
    - Triturus karelinii (Strauch, 1870)
    - Triturus macedonicus (Karaman, 1922)
    - Triturus marmoratus (Latreille, 1800)
    - Triturus pygmaeus (Wolterstorff, 1905)

  - Genere Tylototriton Anderson, 1871
    - Tylototriton anguliceps Le, Nguyen, Nishikawa, Nguyen, Pham, Matsui, Bernardes, and Nguyen, 2015
    - Tylototriton anhuiensis Qian, Sun, Li, Guo, Pan, Kang, Wang, Jiang, Wu, and Zhang, 2017
    - Tylototriton asperrimus Unterstein, 1930
    - Tylototriton broadoridgus Shen, Jiang, and Mo, 2012
    - Tylototriton dabienicus Chen, Wang, and Tao, 2010
    - Tylototriton hainanensis Fei, Ye, and Yang, 1984
    - Tylototriton himalayanus Khatiwada, Wang, Ghimire, Vasudevan, Paudel, and Jiang, 2015
    - Tylototriton kachinorum Zaw, Lay, Pawangkhanant, Gorin, and Poyarkov, 2019
    - Tylototriton kweichowensis Fang and Chang, 1932
    - Tylototriton liuyangensis Yang, Jiang, Shen, and Fei, 2014
    - Tylototriton lizhengchangi Hou, Zhang, Jiang, Li and Lu, 2012
    - Tylototriton maolanensis Li, Wei, Cheng, Zhang, and Wang, 2020
    - Tylototriton ngarsuensis Grismer, Wood, Quah, Thura, Espinoza, Grismer, Murdoch, and Lin, 2018
    - Tylototriton notialis Stuart, Phimmachak, Sivongxay, and Robichad, 2010
    - Tylototriton panhai Nishikawa, Khonsue, Pomchote, and Matsui, 2013
    - Tylototriton panwaensis Grismer, Wood, Quah, Thura, Espinoza, and Murdoch, 2019
    - Tylototriton pasmansi Bernardes, Le, Nguyen, Pham, Pham, Nguyen, and Ziegler, 2020
    - Tylototriton phukhaensis Pomchote, Khonsue, Thammachoti, Hernandez, Peerachidacho, Suwannapoom, Onishi, and Nishikawa, 2020
    - Tylototriton podichthys Phimmachak, Aowphol, and Stuart, 2015
    - Tylototriton pseudoverrucosus Hou, Gu, Zhang, Zeng, and Lu, 2012
    - Tylototriton pulcherrimus Hou, Zhang, Li, and Lu, 2012
    - Tylototriton shanjing Nussbaum, Brodie, and Yang, 1995
    - Tylototriton shanorum Nishikawa, Matsui, and Rao, 2014
    - Tylototriton sparreboomi Bernardes, Le, Nguyen, Pham, Pham, Nguyen, and Ziegler, 2020
    - Tylototriton taliangensis Liu, 1950
    - Tylototriton thaiorum Poyarkov, Nguyen, and Arkhipov, 2021
    - Tylototriton uyenoi Nishikawa, Khonsue, Pomchote, and Matsui, 2013
    - Tylototriton verrucosus Anderson, 1871
    - Tylototriton vietnamensis Böhme, Schöttler, Nguyen, and Köhler, 2005
    - Tylototriton wenxianensis Fei, Ye, and Yang, 1984
    - Tylototriton yangi Hou, Zhang, Zhou, Li, and Lu, 2012
    - Tylototriton ziegleri Nishikawa, Matsui, and Nguyen, 2013
- Sottofamiglia Salamandrinae Goldfuss, 1820  (16 specie) - Salamandre
  - Genere Chioglossa Bocage, 1864
    - Chioglossa lusitanica Bocage, 1864

  - Genere Lyciasalamandra Veith and Steinfartz, 2004
    - Lyciasalamandra antalyana (Basoglu and Baran, 1976)
    - Lyciasalamandra atifi (Basoglu, 1967)
    - Lyciasalamandra billae (Franzen and Klewen, 1987)
    - Lyciasalamandra fazilae (Basoglu and Atatür, 1974)
    - Lyciasalamandra flavimembris (Mutz and Steinfartz, 1995)
    - Lyciasalamandra helverseni (Pieper, 1963)
    - Lyciasalamandra luschani (Steindachner, 1891)

  - Genere Mertensiella Wolterstorff, 1925
    - Mertensiella caucasica (Waga, 1876)

  - Genere Salamandra Garsault, 1764
    - Salamandra algira Bedriaga, 1883
    - Salamandra atra Laurenti, 1768
    - Salamandra corsica Savi, 1838
    - Salamandra infraimmaculata (Martens, 1885)
    - Salamandra lanzai Nascetti, Andreone, Capula, and Bullini, 1988
    - Salamandra salamandra (Linnaeus, 1758)
- Sottofamiglia Salamandrininae Fitzinger, 1843 (2 specie) - Salamandrine
  - Genere Salamandrina Fitzinger, 1826
    - Salamandrina perspicillata (Bonnaterre, 1789)
    - Salamandrina terdigitata (Savi, 1821)

### Specie presenti in Italia

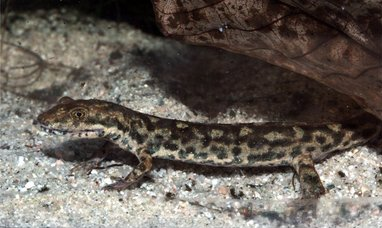
Euproctus platycephalus
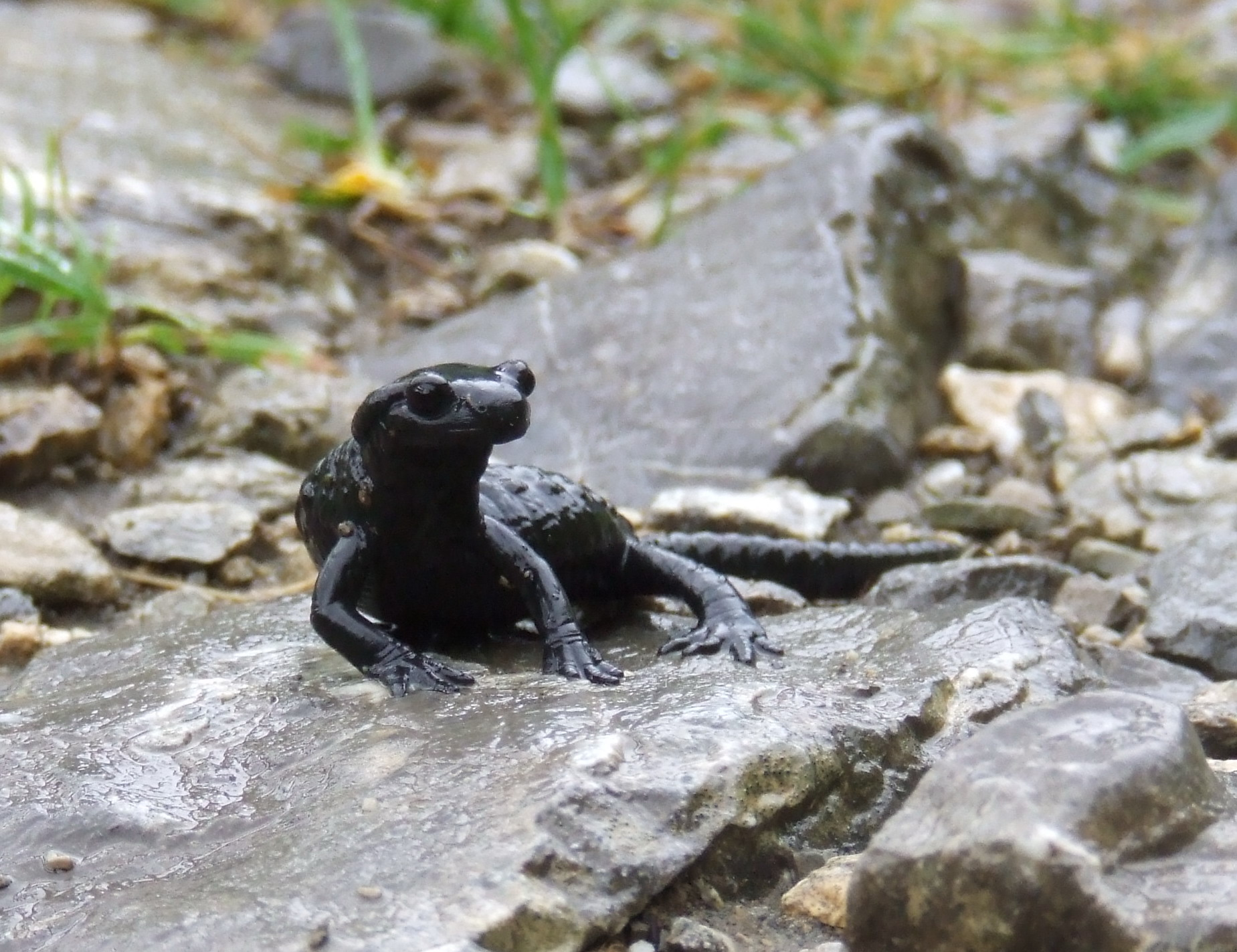
Salamandra atra
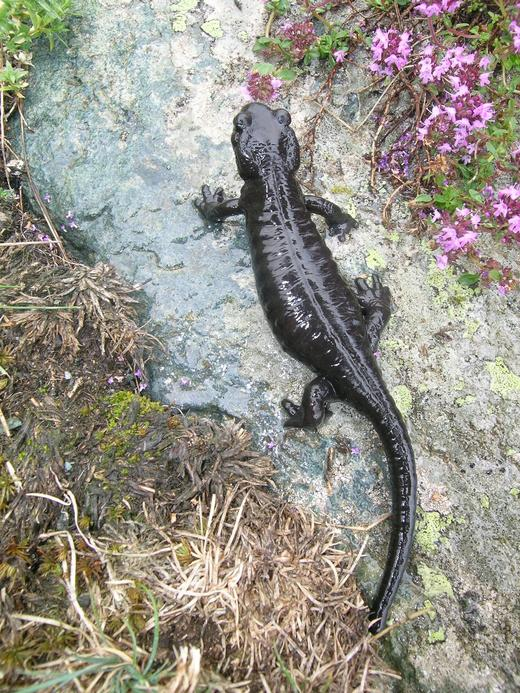
Salamandra lanzai
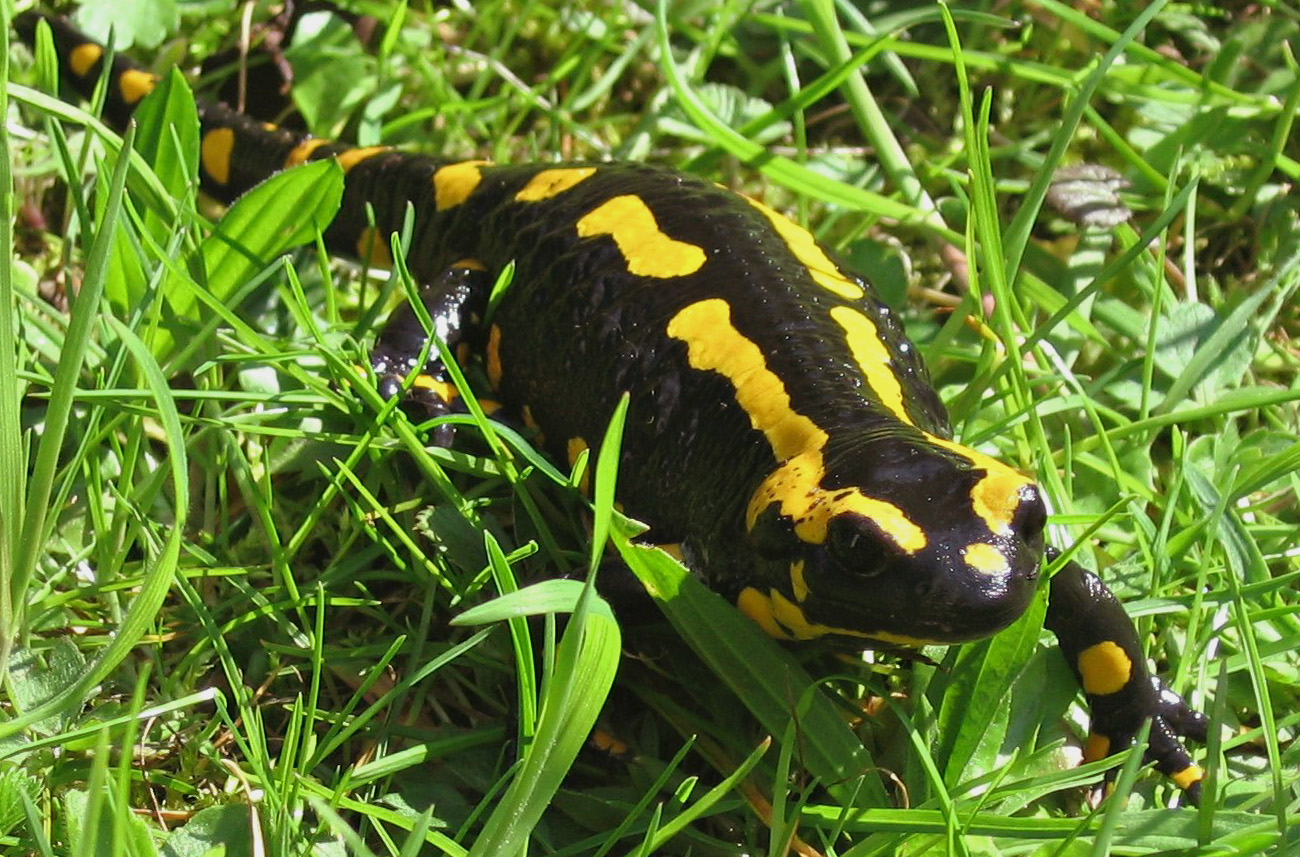
Salamandra salamandra
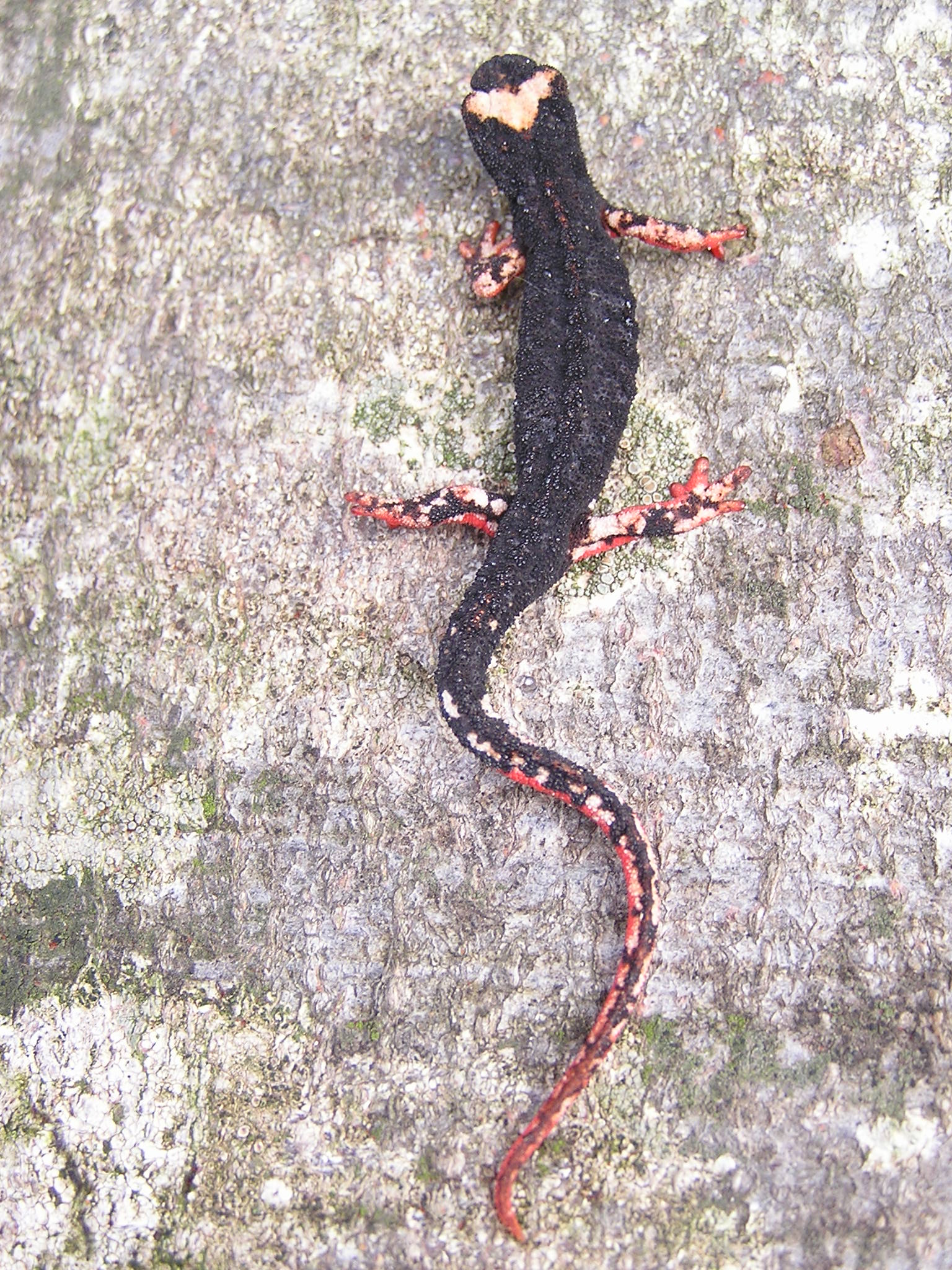
Salamandrina terdigitata
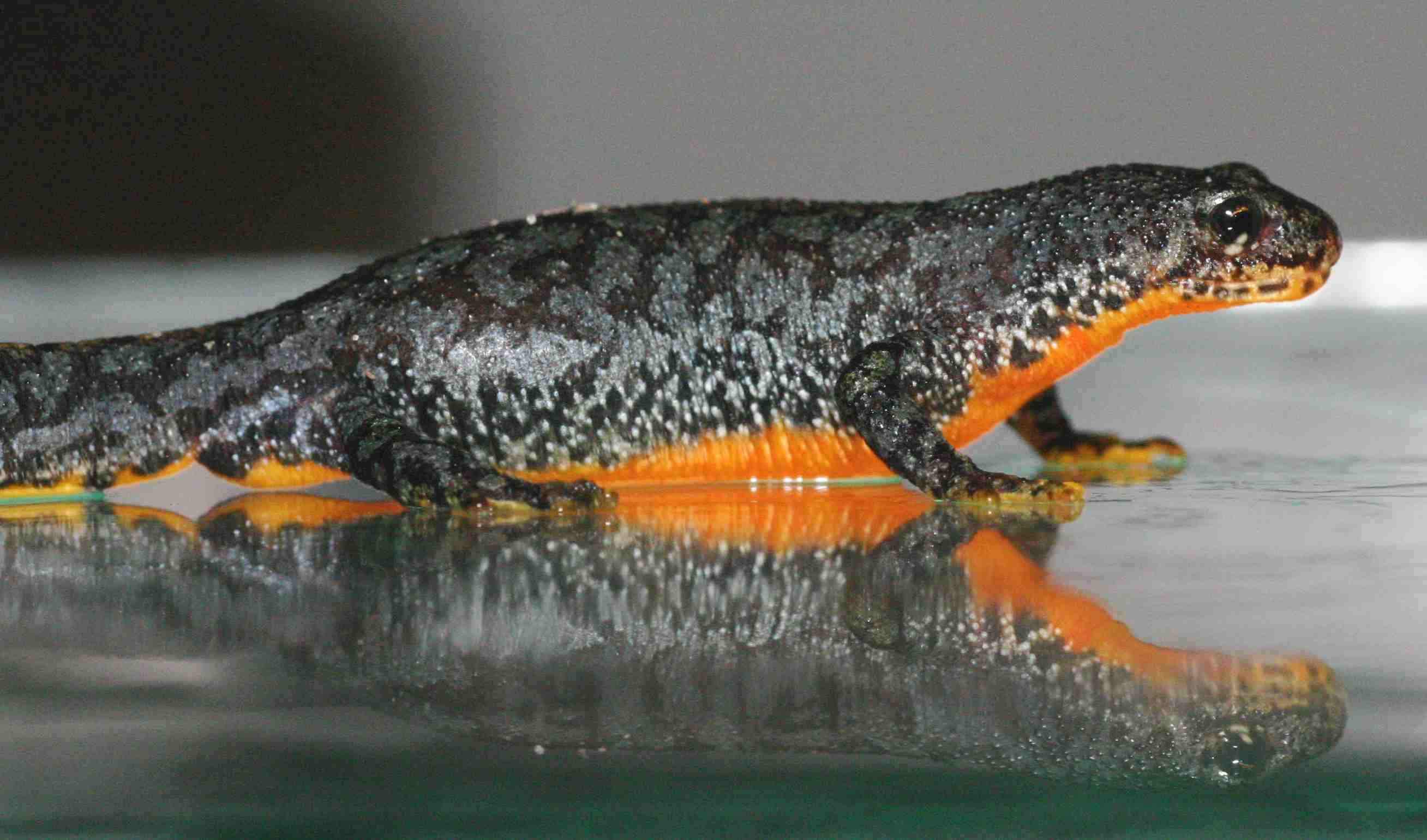
Ichthyosaura alpestris
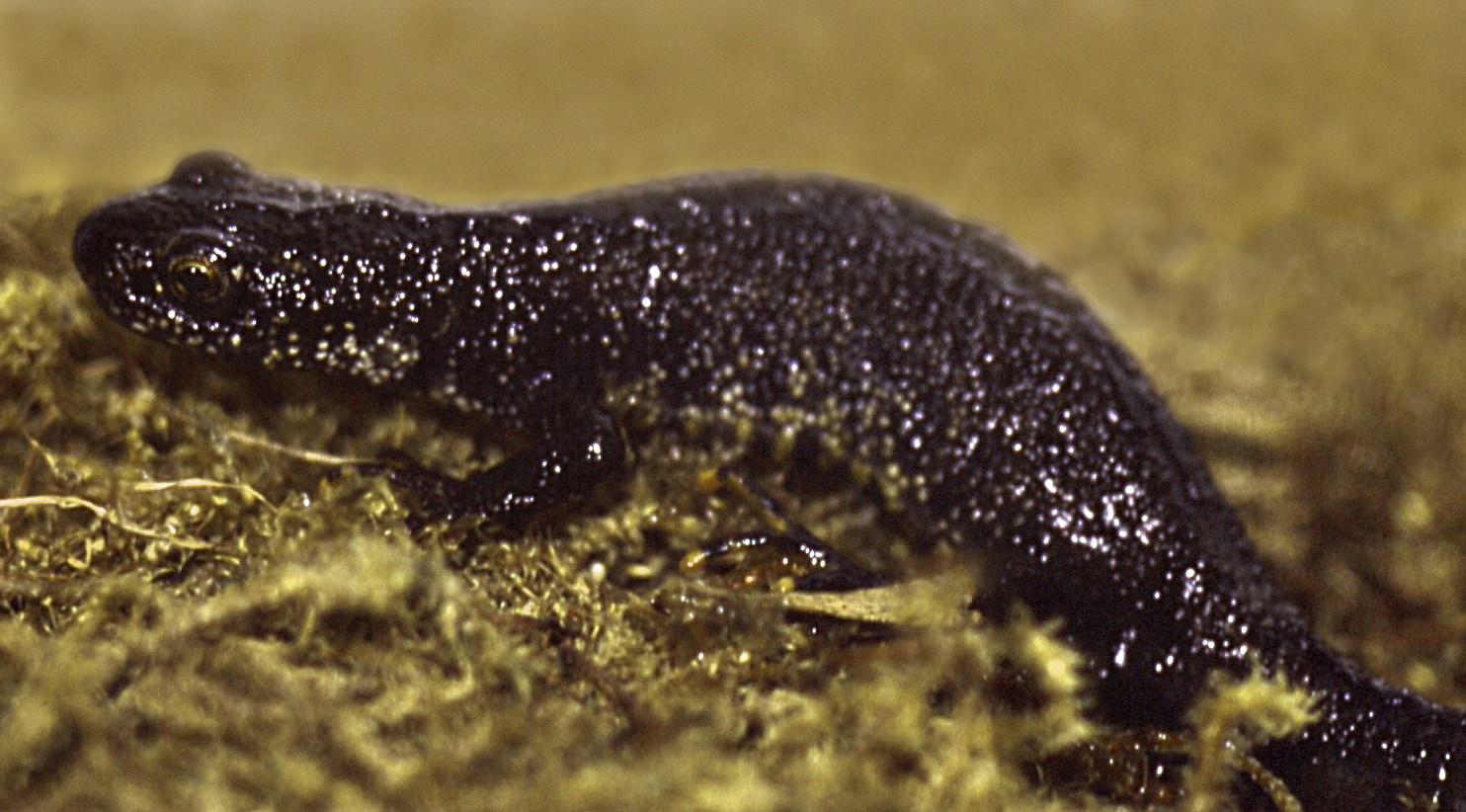
Triturus cristatus
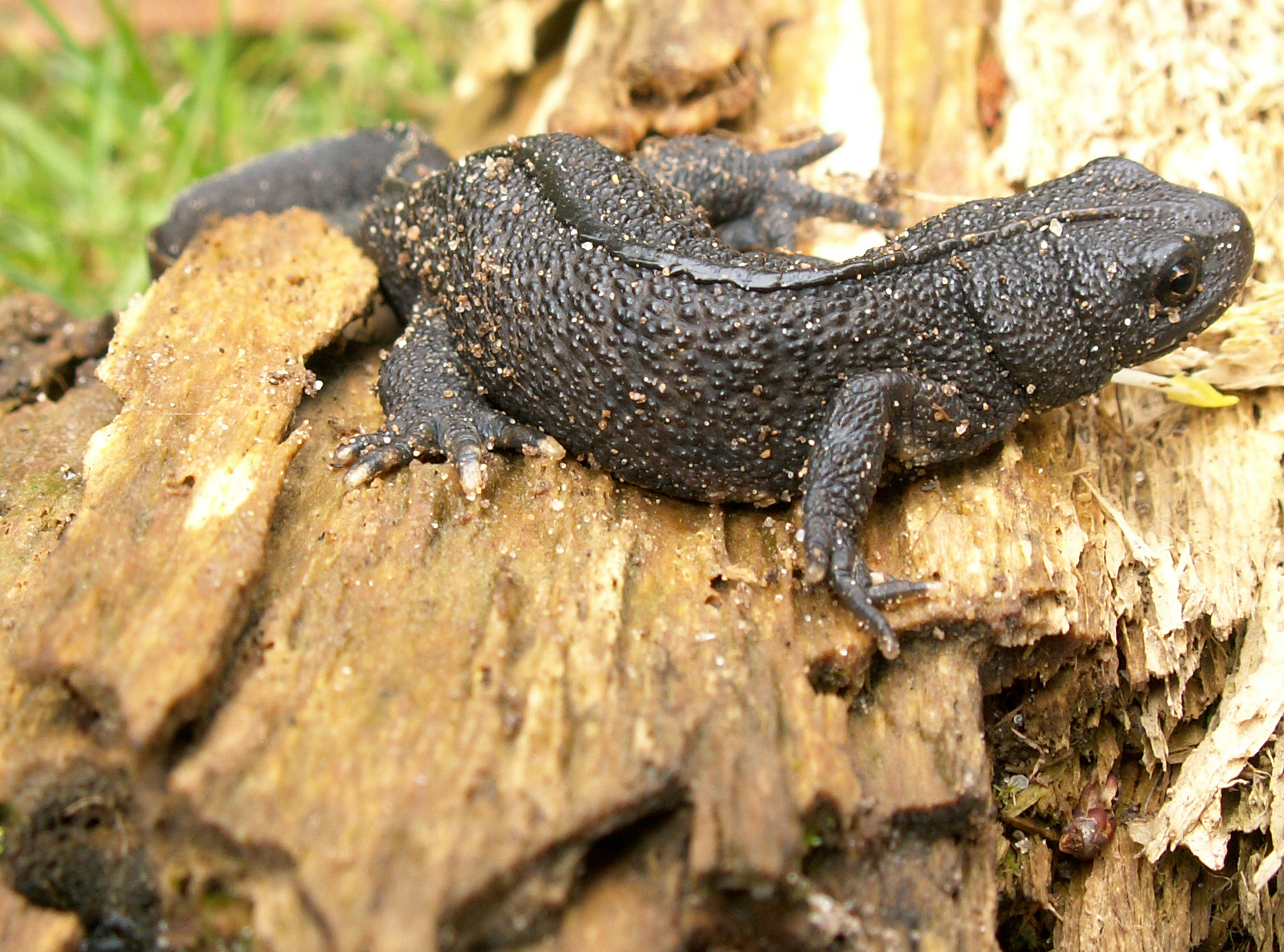
Triturus carnifex
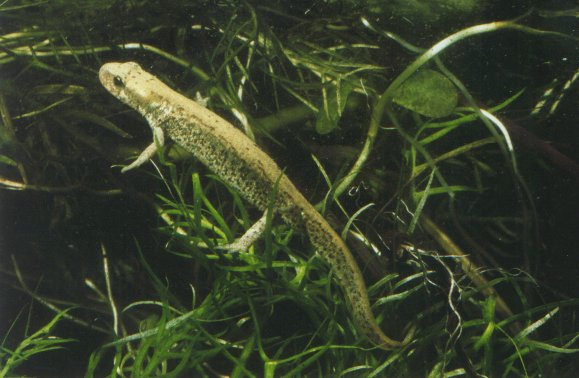
Lissotriton italicus
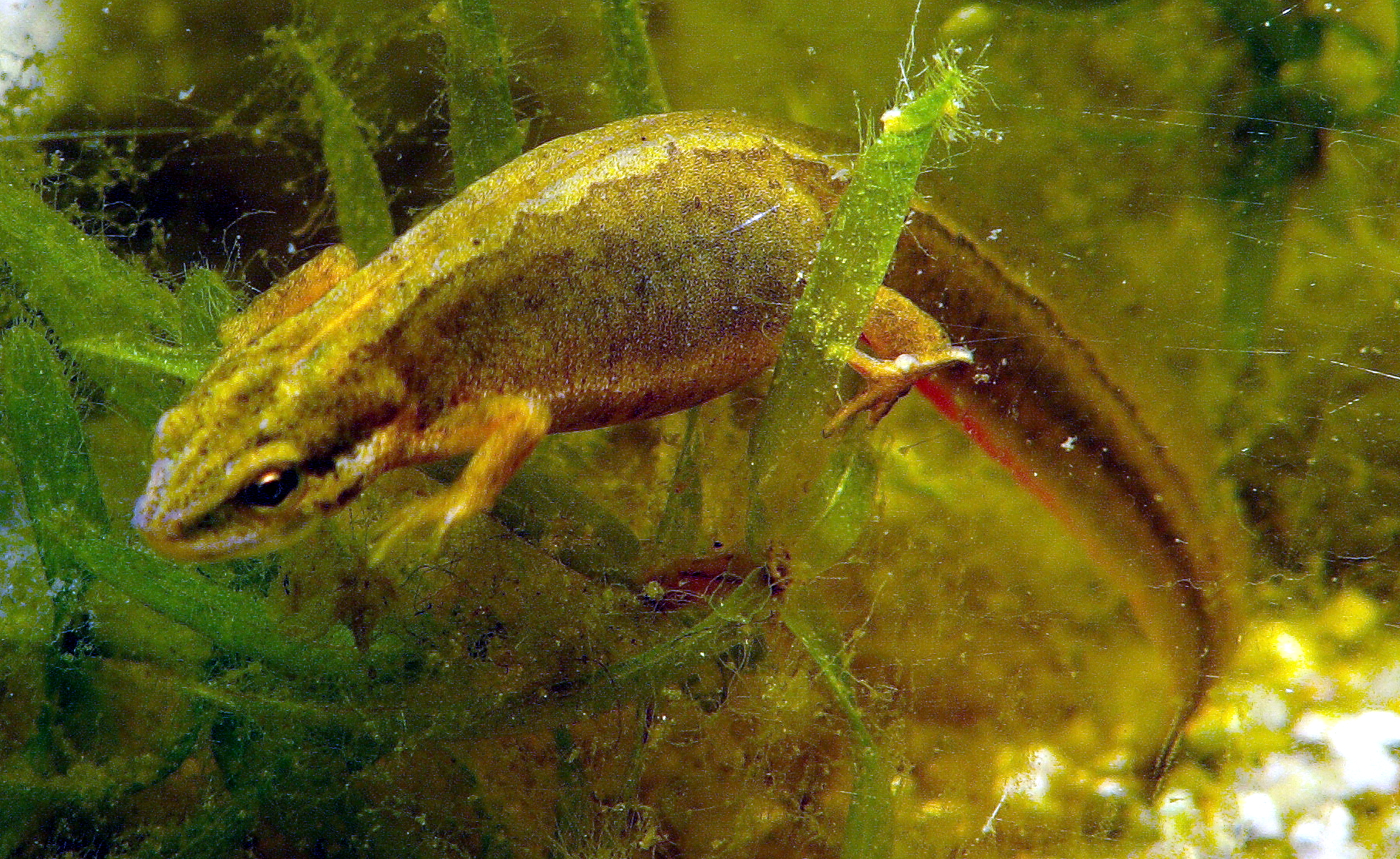
Lissotriton vulgaris